# Оженинська сільська рада
Оже́нинська сільська́ ра́да — колишній орган місцевого самоврядування в Острозькому районі Рівненської області. Адміністративний центр — село Оженин.

## Загальні відомості
- Оженинська сільська рада утворена в 1940 році.
- Територія ради: 57,03 км²
- Населення ради: 6 563 особи (станом на 2001 рік)
- Територією ради протікає річка Горинь.

## Населені пункти
Сільській раді підпорядковані населені пункти:
- с. Оженин
- с. Бродів
- с. Країв
- с. Стадники

## Склад ради
Рада складається з 30 депутатів та голови.
- Голова ради: Ярошик Володимир Григорович
- Секретар ради: Дика Алла Іванівна

### Керівний склад попередніх скликань
| Прізвище, ім'я, по батькові | Основні відомості                                                               | Дата обрання | Дата звільнення |
| --------------------------- | ------------------------------------------------------------------------------- | ------------ | --------------- |
| Ярошик Володимир Григорович | Сільський голова, 1948 року народження, освіта середня спеціальна, безпартійний | 26.03.2006   | 31.10.2010      |
| Ярошик Володимир Григорович | Сільський голова, 1948 року народження, освіта середня спеціальна, безпартійний | 31.10.2010   |                 |

Примітка: таблиця складена за даними сайту Верховної Ради України